# Pandhurna
Pandhurna è una suddivisione dell'India, classificata come municipality, di 40.906 abitanti, situata nel distretto di Chhindwara, nello stato federato del Madhya Pradesh. In base al numero di abitanti la città rientra nella classe III (da 20.000 a 49.999 persone).

## Geografia fisica
La città è situata a 21° 36' 0 N e 78° 31' 0 E e ha un'altitudine di 473 m s.l.m..

## Società

### Evoluzione demografica
Al censimento del 2001 la popolazione di Pandhurna assommava a 40.906 persone, delle quali 21.264 maschi e 19.642 femmine. I bambini di età inferiore o uguale ai sei anni assommavano a 5.091, dei quali 2.586 maschi e 2.505 femmine. Infine, coloro che erano in grado di saper almeno leggere e scrivere erano 29.530, dei quali 16.570 maschi e 12.960 femmine.